# Erinn Smart
Pour les articles homonymes, voir Smart (homonymie).
Erinn L. Smart, née le 12 janvier 1980 à Brooklyn, est une escrimeuse américaine ayant pour arme le fleuret. Elle est la sœur de l'escrimeur Keeth Smart.

## Carrière
Après avoir été éliminée au premier tour des Jeux olympiques d'été de 2004 à Athènes par la Vénézuélienne Mariana González, Erinn Smart participe aux épreuves individuelle et collective de fleuret des Jeux olympiques d'été de 2008 à Pékin  ; elle est éliminée au deuxième tour dans l'épreuve individuelle par la Française Corinne Maîtrejean et remporte une médaille d'argent en épreuve par équipes avec Hanna Thompson et Emily Cross.